# Congrès de Malines
 (mai 2022).
La mise en forme du texte ne suit pas les recommandations de Wikipédia : il faut le « wikifier ».
Les points d'amélioration suivants sont les cas les plus fréquents :
- Les titres sont pré-formatés par le logiciel. Ils ne sont ni en capitales, ni en gras.
- Le texte ne doit pas être écrit en capitales (les noms de famille non plus), ni en gras, ni en italique, ni en « petit »…
- Le gras n'est utilisé que pour surligner le titre de l'article dans l'introduction, une seule fois.
- L'italique est rarement utilisé : mots en langue étrangère, titres d'œuvres, noms de bateaux, etc.
- Les citations ne sont pas en italique mais en corps de texte normal. Elles sont entourées par des guillemets français : « et ».
- Les listes à puces sont à éviter, des paragraphes rédigés étant largement préférés. Les tableaux sont à réserver à la présentation de données structurées (résultats, etc.).
- Les appels de note de bas de page (petits chiffres en exposant, introduits par l'outil «  Source ») sont à placer entre la fin de phrase et le point final[comme ça].
- Les liens internes (vers d'autres articles de Wikipédia) sont à choisir avec parcimonie. Créez des liens vers des articles approfondissant le sujet. Les termes génériques sans rapport avec le sujet sont à éviter, ainsi que les répétitions de liens vers un même terme.
- Les liens externes sont à placer uniquement dans une section « Liens externes », à la fin de l'article. Ces liens sont à choisir avec parcimonie suivant les règles définies. Si un lien sert de source à l'article, son insertion dans le texte est à faire par les notes de bas de page.
- La présentation des références doit suivre les conventions bibliographiques. Il est recommandé d'utiliser les modèles {{Ouvrage}}, {{Chapitre}}, {{Article}}, {{Lien web}} et/ou {{Bibliographie}}. Le mode d'édition visuel peut mettre en forme automatiquement les références.
- Insérer une infobox (cadre d'informations à droite) n'est pas obligatoire pour parachever la mise en page.

Pour une aide détaillée, merci de consulter Aide:Wikification.
Si vous pensez que ces points ont été résolus, vous pouvez retirer ce bandeau et améliorer la mise en forme d'un autre article.
Le Congrès Malinois de 1863 est le premier Congrès catholique belge siégeant à Malines. Il a lieu du 18 au 22 août 1863, il revêt d’une importance historique pour le développement du catholicisme organisationnel belge. Ce Congrès a permis l’organisation d’une série de Congrès Malinois par la suite. Toutefois, malgré leur nom commun, ces congrès se distinguent en matière d’objectif, de signification, d’approche ou encore de résultats.

## Contexte historique
Lorsque la Belgique obtient son indépendance en 1830, les catholiques et les libéraux collaborent ensemble et l’unionisme domine. Néanmoins, de plus en plus, l’unionisme se décline. En effet, en 1839 après la signature du traité de paix entre la Hollande et la Belgique, la sécurité extérieure est enfin assurée. À la suite de cette trêve, des discordes et des tensions entre les catholiques et les libéraux vont naitre et c’est finalement le cabinet libéral homogène qui est au pouvoir. D’ailleurs, lors du congrès libéral de 1846, le parti libéral est mis en place. Celui-ci dispose d’un programme d’action très précis. Alors que les libéraux agrandissent rapidement leur force et leur pouvoir politique, les catholiques n’ont rien à opposer à cette force politique libérale. À l’opposé des libéraux, ils ne disposent de presque aucune organisation, d’une presse très peu développée et n'ont pas de programme politique. La situation ne s’améliore pas pour les catholiques car en 1857, le parti conservateur régresse, il n’obtient que 38 mandats sur 108, ce qui est presque deux fois moins que les mandats obtenus lors de la précédente assemblée. Ainsi, depuis la déclinaison de l’unionisme, ce sont les libéraux qui sont au pouvoir.
Le 6 février 1858, se tient l’assemblée des chefs catholiques et Jean Moeller (en) souhaite que son plan, celui de mettre en place l’« Association générale pour la défense des libertés constitutionnelles » y soit présenté.
Par ces libertés, il fait allusion à la liberté des cultes, des associations, d’enseignement, de tester et de la charité. Il envisage comme moyens « la presse, les tribunaux, la fondation d’associations locales, la constitution d’un comité central et permanent, la réunion annuelle d’assemblées générales ». Ce projet a plusieurs caractéristiques, dont notamment la précision du programme, la nomination du Comité par l’assemblée générale de façon démocratique ainsi que l’organisation de congrès annuels auxquels tous les catholiques du pays sont invités. Cependant, Jules Malou chargé de présenter le plan de Moeller lors de l’assemblée ne le soumet finalement pas. Malgré cela, Moeller n’abandonne ni ses idées ni son projet. Il n'est d’ailleurs pas le seul à vouloir consolider les forces catholiques belges car Edouard Ducpétiaux veut, lui aussi, mettre en place un projet comme celui-ci. E. Ducpétiaux souhaite l’union des catholiques « pour revendiquer et défendre les libertés et les droits qui leur sont communs ». Dans son discours, il s’adresse aux catholiques en disant : « qu’ils s’unissent, qu’ils ne négligent et ne laissent échapper aucune occasion d’exprimer leurs opinions et leurs droits dans la presse, dans les assemblées, dans les comices électoraux, partout où ils peuvent encore élever la voix et émettre un vote indépendant...».
Vers la fin de 1862, Ducpétiaux et Moeller, tous deux présents lors de l’assemblée générale des catholiques allemands à Aix-la-Chapelle, sont inspirés par ce congrès et veulent recréer une assemblée similaire en Belgique. Barthémely Dumortier consent au projet et se joint à eux. Dès lors, Moeller, Ducpétiaux et Dumortier s'associent et lancent en janvier 1863 une convocation où ils proposent de mettre en place une assemblée générale des catholiques afin de traiter de divers thèmes dont l’enseignement, la charité et l’art chrétien. Ils souhaitent également contribuer à la défense de la liberté religieuse et à la protection des intérêts catholiques. À la suite d’une visite des partisans de cette idée au Katholikentag de 1862, le Congrès catholique est mis sur pied. Préalablement à la création du Congrès, l’accord du Cardinal de Malines, Sterckx, est demandé. Il consentit volontiers à sa fondation.
Les personnes convoquées se réunissent le 31 janvier 1863 ; elles sont peu nombreuses mais c’est à ce moment-là que la réunion d’un congrès catholique est décidée. C’est ainsi que l’idée d’organiser des assemblées générales des catholiques en Belgique grandit et devient celle d’un Congrès international situé en Belgique. C’est donc dans un contexte de conflits et de tensions que le premier Congrès de Malines est mis en place.

## Objectifs du congrès
Au Congrès de 1863, le vicomte E. de Kerckhove affirme que « l’isolement n’est plus possible » et qu’il est nécessaire de s’unir durant cette période difficile de luttes marquée par des tensions et des conflits. Il proclame une union sérieuse entre les catholiques du monde entier.
Le premier Congrès de Malines a pour objectif de doter les catholiques belges de l’organisation qui leur manquait. Sur le plan international, l’idée d’Édouard Ducpétiaux « est d’établir et de maintenir des relations suivies et permanentes entre les catholiques de Belgique et des divers pays ». Un effet mobilisateur sur les catholiques est recherché car ceux-ci se sentent délaissés, voire écartés au second plan en raison de la politique laïcisante menée par les gouvernements libéraux. Le but poursuivi étant de créer un « forum » au sein duquel la question des orientations politiques est abordée et des discussions concernant l’agenda politique ultérieur sont menées.
Les participants à ces Congrès revendiquent la liberté, pour l’Église également. Ils s’unissent dans un objectif de défense religieuse. Ils ont également pour but de permettre aux catholiques d’agir de manière plus efficace sur les plans politique, parlementaire, religieux et ont engendré la coordination des œuvres catholiques. Cependant, ils n’ont pas eu pour effet de former un parti. Ledit Congrès a pour objectif d'encadrer de nombreux aspects de la vie catholique des individus : la catéchisation, les sacrements, les dévotions, les œuvres sociales, l’enseignement, l’art, la culture, et la presse.
L'ambition principale est la rénovation de la société par l’esprit religieux. Ils montrent l’importance de défendre l’Eglise sur le plan politique. Leur rôle s'étend dans une institution permanente : la Fédération des cercles catholiques et des associations conservatrices.

## Déroulement du Congrès
Le Congrès Malinois se tient durant 4 jours. Le 18 août 1863 s’organise à la Malines la première assemblée générale des catholiques. Ce Congrès marque le succès du catholicisme libéral. Lors de cette journée, la presse nationale et internationale sont présents. Des activités annexes telles que des concerts et expositions ont également lieu.
Le nombre de participants étrangers avoisine les 300 personnes, tandis que du côté des nationaux le nombre est plus élevé, il avoisine les 2 000 ou 3 000 personnes.
Dès onze heures du matin, les participants sont conviés à une messe située dans la cathédrale de Saint-Rombaut et célébrée par le cardinal-archevêque, Engelbert Sterckx.
Dès la fin de la messe, les membres du Congrès se forment en cortège afin de se rendre dans la salle du séminaire, c’est le lieu où l’assemblée siège. À une heure, le cardinal-archevêque de Malines ouvre la première session du Congrès par un discours à travers lequel il met en avant les services que l’esprit d’association a rendu au catholicisme. A la fin de son discours, il annonce qu’une messe sera célébrée tous les jours à l’intention des membres du Congrès et en leur donnant la bénédiction. La formule sacramentelle de la bénédiction est la suivante : "benedictio Dei omnipotentis et filii et spiritus sancti descendat super vos et maneat".

## Discours

### Discours d’Étienne Constantin de Gerlache
L’allocution inaugurale est prononcée par le président de Gerlache. À travers son discours, il définit les missions politiques qui consistent à défendre les libertés religieuses ayant été établies par le Congrès national. Il s’élève contre la prétention de vouloir exclure le prêtre de l’école, cette prétention est formulée au nom de l’indépendance du pouvoir civil.
Il rappelle également la pensée des constituants, ces derniers ne veulent pas séparer la liberté de la presse de la pleine liberté d’enseignement.
Il montre à travers son discours que le Congrès national légifère en voyant « le monde tel qu’il est, avec ses tristes réalités » et que le pays ne peut être conservé que par l’accord de deux grands principes : le catholicisme et la liberté.

### Discours de Charles de Montalembert
M. de Montalembert, dès son entrée, reçoit des applaudissements par les congressistes avant son premier discours du 20 août. À travers son premier discours, il invite les catholiques à renoncer à l’espoir de voir un jour renaître à nouveau un régime de privilège. Ce dernier les engage à se tourner du côté de la liberté et de la démocratie. Il insiste également sur le fait que l’église ne peut être libre qu’au sein de la liberté générale.
Il rappelle le passé de l’église et ajoute qu'à chaque fois que l’église a dû se confronter seule contre ses adversaires, elle parvient à retrouver sa force ainsi que sa jeunesse.
Il termine son premier discours en transportant son auditoire au pied de la colonne commémorative du congrès.
Son deuxième discours a lieu le lendemain et porte principalement sur la liberté des cultes. Malgré quelques vides sur les sièges réservés aux dignitaires de l’église, il demande au cours de son discours la liberté entière et absolue, non seulement pour les catholiques, mais également pour tous les cultes, toutes les opinions, ainsi que pour la vérité et l’erreur. Tout au long de ce discours, il met en avant le lien entre la liberté de culte et l’État, il fait également des comparatives avec les pays voisins tels que l’Italie, l’Espagne ou encore le Portugal. Son discours se termine par des applaudissements et par un mouvement général d’adhésion.

## Effets
Le premier Congrès de Malines a un impact d’une grande ampleur sur ses membres ainsi qu'au plan européen. La conséquence majeure du Congrès de Malines de 1863 est la dotation, dans le chef des catholiques du pays, d'une organisation structurée . Il permet également de fonder un journal à la suite de ses travaux durant lesquels les participants discutent de la nécessité de «fonder un grand journal international des intérêts catholiques». Cependant, même si ce projet n’a pas pu aboutir sur le plan international, il a quand même permis une sérieuse amélioration de la presse catholique en Belgique. Le Journal de Bruxelles se transforme et nait la Revue générale.
En outre, dès l’automne de 1863, après le Congrès, une pétition générale en faveur de la liberté et de la sécularisation des cimetières récolte près de 800 000 signatures. Cela permet une meilleure prise en considération de l'enterrement des personnes défavorisées, jusque-là fortement négligées. Au même moment, les anciens étudiants de l’Université de Louvain constituent une association qui permet notamment d’octroyer des bourses aux étudiants peu fortunés.
Après le Congrès de Malines, le 21 décembre 1863, le pape écrit une lettre à l’archevêque de Munich dans laquelle il exprime son opinion sur les congrès. Il raconte le grand étonnement qu’il a ressenti à la suite des assemblées et blâme de manière formelle et absolue l’audace des catholiques qui, selon lui, n'ont l'intention que de duper d'illusions et veulent une liberté trompeuse. Les adhérents du Congrès sont fortement surpris par cette lettre. Toutefois, l’opinion du pape n’empêche pas l'organisation de nouvelles assemblées l'année suivante. Par la suite, la constitution d’un organe permanent, l’Union catholique, qui dure de 1864 à 1874, assure la continuité des congrès.